# Weed (Californie)
Pour les articles homonymes, voir Weed.
Weed est une ville du comté de Siskiyou, dans l'État de Californie, aux États-Unis.
Elle se trouve à environ 16 km au nord-ouest du Mont Shasta, un important volcan du nord de la Californie, le second plus élevé de l'arc volcanique des Cascades.

## Histoire
La ville doit son nom à un pionnier, Abner Weed, fondateur de la première scierie, qui a découvert que les vents forts de la région sont favorables pour le séchage du bois. Il achète alors 100 ha de terrain sur ce qui va devenir la ville de Weed pour la somme de 400 dollars. Au cours des années 1940, Weed se vantait d'avoir la plus grande scierie du monde.
Weed est mentionnée dans la nouvelle de John Steinbeck, Des souris et des hommes, publiée en 1937, comme étant la ville que George Milton et Lennie Small fuient au début du livre.

## Démographie
Au recensement de 2010, la population s'élevait à 2 967 hab. La densité de population était de 618,9 hab/km2. La répartition ethnique était de 74.9 % d'Euro-Américains, 6.9 % d'Afro-Américains, 2.4 % d'amérindiens et 10.8 % d'autres ou de plusieurs origines.
Il y avait au total 1 131 ménages et 716 familles résidentes.
| 1950  | 1960  | 1970  | 1980  | 1990  | 2000  |
| ----- | ----- | ----- | ----- | ----- | ----- |
| 2 739 | 3 223 | 2 983 | 2 879 | 3 062 | 2 978 |

| 2010  | - | - | - | - | - |
| ----- | - | - | - | - | - |
| 2 967 | - | - | - | - | - |

## Économie

### L'industrie forestière historique
Depuis sa fondation en 1901 jusqu'à la fin des années 1980, Weed accueillait une importante industrie du bois. Quatre entreprises du secteur y étaient implantées.
La zone industrielle historique, à l'angle nord-est de la ville a été en proie à des préoccupations environnementales malgré les efforts de nettoyage en raison des produits chimiques utilisés pour le traitement du bois, ainsi que des résidus chimiques à la suite de l'utilisation de colles.

### Aujourd'hui
Bien que, historiquement dépendante sur l'exploitation forestière, l'économie de Weed est devenue plus dépendante du tourisme en tant que source de revenus. Par exemple, la brasserie Mt. Shasta Brewing Company s'appuie sur le tourisme pour 92 % de son activité, selon son copropriétaire Vaune Dillman.
Aujourd'hui, la plupart de l'industrie du bois a été réduite ou a complètement cessé, et de nouvelles activités de vente au détail et industrielles se sont concentrées dans le sud-est de la ville. Les restaurants et les hôtels s'adressent principalement aux déplacements touristiques sur le parcours de l'autoroute Interstate 5. Une usine d'embouteillage d'eau en bouteille de la Compagnie Geyser Crystal a permis une stabilité économique.

## Loisirs
Auprès de la ville se trouvent le Refuge faunique national de Lower Klamath, Castle Crags et le Lava Beds National Monument. En plus de ces parcs fédéraux, il existe de nombreuses activités de plein air autour de la ville. On peut pratiquer le ski en hiver sur les pentes du volcan, du golf et toutes les activités de randonnée.
La pêche se pratique dans les rivières Klamath, Sacramento ou McCloud, l'escalade sur le Mont Shasta ou les Trinity Alps (en)